# Rhexoprolifer variabilis
Rhexoprolifer variabilis är en svampart som beskrevs av Matsush. 1996. Rhexoprolifer variabilis ingår i släktet Rhexoprolifer, divisionen sporsäcksvampar och riket svampar.   Inga underarter finns listade i Catalogue of Life.